# Schreibabteil

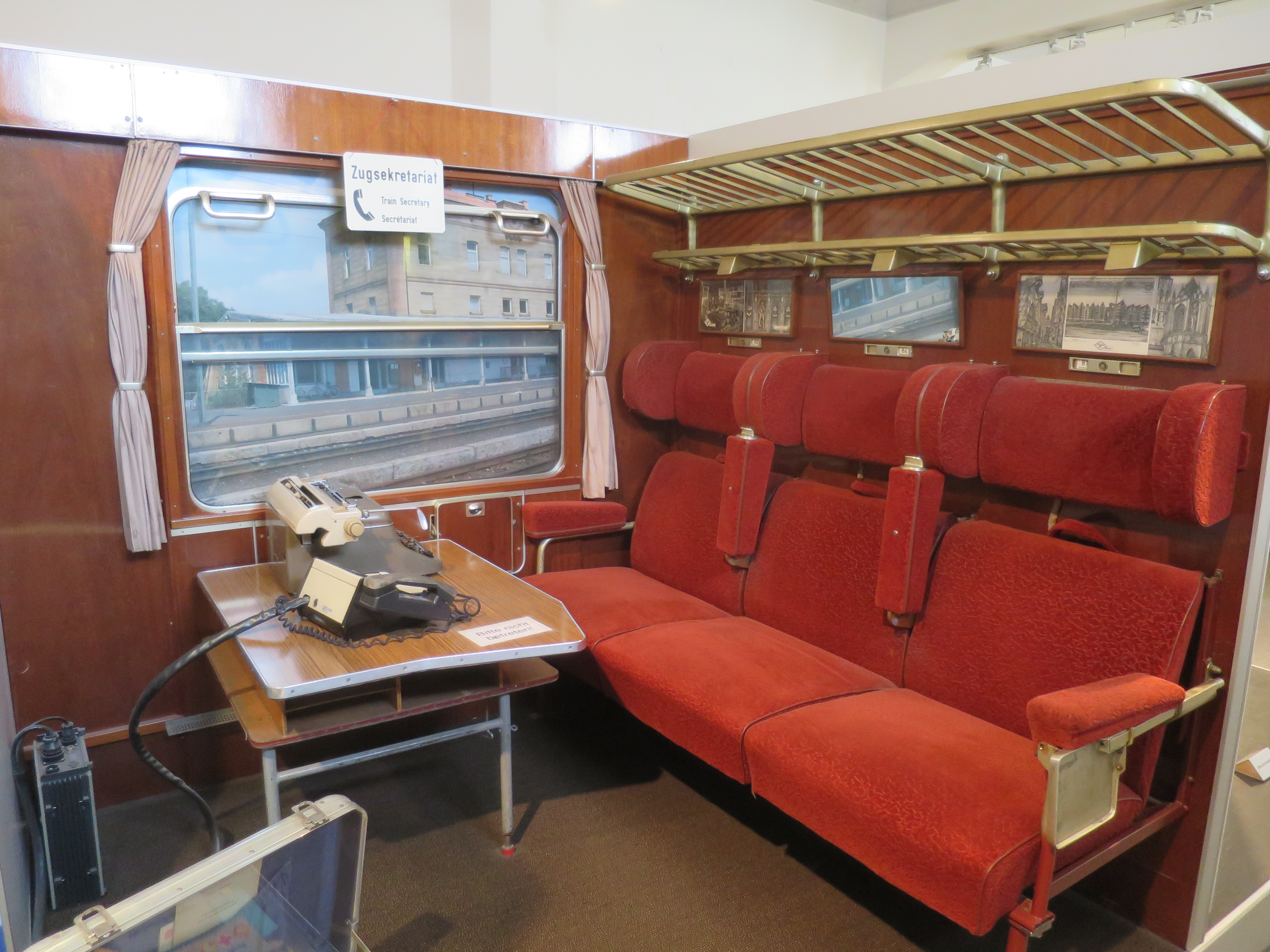
Schreibabteil – nachgestellt im Verkehrsmuseum Nürnberg

Das Schreibabteil (auch: Zugsekretariat) war eine Serviceeinrichtung der Deutschen Bundesbahn von 1950 bis 1982.

## Vorgeschichte
Ab 1912 bis zum Ausbruch des Ersten Weltkriegs verkehrten in der Sommersaison in der Relation Salzburg–Villach–Triest in Staatsbahnzügen Aussichtswagen der Canadian Pacific Railway (CPR), die von Reisenden der 1. oder 2. Klasse gegen einen Zuschlag genutzt werden konnten. Zu dem dort gebotenen Luxus gehörte unter anderem ein Stenograf und Maschinenschreiber.

## Geschichte
1950 erhielten erstmals einige Fernschnellzüge Schreibabteile. Das waren zunächst FDt 17/18 (Köln–Hamburg), FDt 71/72 (Hamburg–Bebra–Frankfurt), FD 285/286 (zwischen Karlsruhe–Hamburg-Altona), FD 289/290 (Hannover–München) und FD 263/264 (München–Köln). Nach der Klassenreform wurden dann Abteile der neuen 1. Klasse für den Service reserviert und ambulant eingerichtet: Eine Schreibtischplatte wurde unter das Fenster gestellt, auf der die mechanische Schreibmaschine stand. Bedient wurde sie von einer Zugsekretärin, die einen der Fensterplätze einnahm. Der Nutzer des Services nahm auf einem anderen der Sitze des Abteils Platz und diktierte das Schriftstück. In den zeitgenössischen Werbefotos und den damaligen Rollenbildern folgend sind in der Rolle der Zugsekretärin ausschließlich Frauen abgebildet und als Kunden kommen nur Männer vor. Die Zugsekretärinnen trugen normalerweise keine Uniform. Um ihre Stellung als Personal der Bahn sichtbar zu bekunden, gab es anfangs Armbinden, ab 1951 eine speziell dafür geschaffene Anstecknadel.
Ab 1952 gehörten zur Ausstattung der Zugsekretärinnen auch Heftpflaster und Kopfschmerztabletten (für die Reisenden).
Ab 1955 wurde – zunächst für einzelne Verbindungen und Strecken – der Zugpostfunk eingeführt. Das waren Verbindungen des Mobilfunks über das A-Netz, später das B-Netz, die handvermittelt werden mussten. Die Aufgabe der Telefonistin im Zug kam dafür der Zugsekretärin zu. Der entsprechende Empfänger stand deshalb auch im Schreibabteil. Der Zugpostfunk hatte für die Zugsekretärin Vorrang vor dem Schreibdienst.
Mit dem Wechsel zum Sommerfahrplan 1982 wurde der Service des Schreibabteils zum 22. Mai 1982 eingestellt.

## Nutzung
Vorbestellungen für die Benutzung der Zugsekretariate waren für eine Dauer von bis zu 2½ Stunden möglich. Die Benutzungsgebühr betrug Mitte der 1970er Jahre 3 DM für jede angefangenen 15 Minuten und für kleinere Schreibarbeiten bis zu 5 Minuten 1 DM. Das wurde in der zweiten Hälfte der 1970er Jahre auf 5 DM / 2 DM angehoben. Das Diktat von Telegrammen, die im Zug aufgegeben wurden, war kostenfrei. Die Zugsekretärin hatte auch Briefmarken vorrätig und sorgte dafür, dass die Post beim nächsten Halt der Deutschen Bundespost übergeben wurde. Die Zugsekretärinnen verfügten über Fremdsprachenkenntnisse, so dass sie auch Diktate auf Englisch und Französisch entgegennehmen oder übersetzen konnten. Die Zugsekretärinnen waren hinsichtlich der ihnen anvertrauten Korrespondenz zur Geheimhaltung verpflichtet. Es war auch möglich, dass der Kunde sich selbst hinter die Schreibmaschine setzte und diese selbst bediente. Der Service wurde zumeist nicht über den ganzen Zuglauf angeboten, sondern nur auf Kernabschnitten.
Die faktische Nutzung des Schreib-Services war nicht sehr intensiv. Die Tätigkeit der Zugsekretärinnen als Vermittlerin von Telefonaten überwog. Als deshalb in den Zügen nach zwei Jahren Umstellungszeit zum Sommerfahrplan 1982 der Wechsel vom handvermittelten Gespräch zum Münzfernsprecher abgeschlossen war, schlossen auch die letzten Zugsekretariate.